# Spartaeus zhangi
Spartaeus zhangi là một loài nhện trong họ Salticidae.
Loài này thuộc chi Spartaeus. Spartaeus zhangi được Peng & Li miêu tả năm 2002.